# Callicosta husnotii
Callicosta husnotii là một loài rêu trong họ Daltoniaceae. Loài này được Schimp. ex Besch. Crosby mô tả khoa học đầu tiên năm 1978.